# Wellcome Trust
Wellcome Trust — независимый международный благотворительный фонд с центром в Лондоне (Великобритания), финансирующий медицинско-биологические исследования для «улучшения здоровья, потому что хорошее здоровье делает жизнь лучше», его цель — «достичь экстраординарных улучшений состояния здоровья, поддерживая самые яркие умы».Учреждён в 1936 году на наследные средства фармацевтического магната Генри Уэлкома.
Ныне это третий по величине благотворительный фонд в мире (см. Список крупнейших благотворительных фондов).
Значительная часть грантов Wellcome Trust выделяется для открытия новых лекарств.
Wellcome Trust является соучредителем проекта «Геном человека», а также финансирует Институт Сенгера. Ведёт Wellcome Collection (основан в 2007 году), в рамках которого действует также Wellcome Library.

## История
В 1936 году умер фармацевтический магнат, коллекционер и филантроп Генри Уэлком. Его последней волей было создание благотворительной организации, основным активом которой стал акционерный капитал его компании. Уэлком желал, чтобы прибыль от неё пошла на медицинские исследования. На протяжении первых двух десятилетий существования фонда его совокупные пожертвования составили более миллиона фунтов стерлингов. Однако они резко возросли в период 1952-86 гг., увеличившись с 10 миллионов фунтов стерлингов до более чем 500. Большей частью благодаря открытию лекарств, сделанных Дж. Хитчингсом и Г. Элайон, удостоенных Нобелевской премии. Они разработали первые эффективные средства для лечения лейкемии, а также подавления иммунной системы для успешной трансплантации органов. К 1985 году средства в распоряжении фонда достигли £ 1 млрд.
До 1980-х Wellcome Trust оставался единственным акционером Wellcome Foundation. Однако в 1986 году последняя под названием Wellcome PLC вышла на фондовый рынок и Wellcome Trust продал её четверть. Затем Wellcome Trust продолжил продажу акций и в 2000 году его средства составили £ 15 млрд. На сентябрь 2016 года они превышают £ 20 млрд.